# Націоналістична партія Бангладеш
Націоналістична партія Бангладеш (бенг. বাংলাদেশ জাতীয়তাবাদী দল, латиніз. Bangladesh Jatiotabadi Dôl) — найбільша правоцентристська політична партія Бангладеш, нині є основною опозиційною партією в парламенті Бангладеш.
Партія заснована 1978 року генерал-майором Зіауром Рахманом, сьомим президентом республіки. Партія об'єднала прибічників президента й усіх супротивників Авамі Ліг. Ідеологічно партія дотримується бенгальського націоналізму й ринкових принципів економіки, виступаючи проти комунізму й соціалізму.
Традиційно партія виступає проти розширення індійсько-бангладеського співробітництва та регіональної інтеграції.